# Castellar (Olaszország)
Castellar (piemontiul: Castlar) település Olaszországban, Piemont régióban, Cuneo megyében. Lakosainak száma 300 fő (2018. január 1.). Castellar Pagno, Revello és Saluzzo községekkel határos.

## Népesség
A település lakossága az elmúlt években az alábbi módon változott:

| 2017 | 303 |
| 2018 | 300 |